# Yeatesia mabryi
Yeatesia mabryi är en akantusväxtart som beskrevs av R.A. Hilsenbeck. Yeatesia mabryi ingår i släktet Yeatesia och familjen akantusväxter. Inga underarter finns listade i Catalogue of Life.